# Караваща
Караваща (на албански: Laguna e Karavastasë) е най-голямата лагуна в Албания и сред най-големите в Средиземно море.
Разположена е в близост до град Люшня. Нейната площ е 43,3 км², а дълбочината ѝ е от 1,5 метра до 3,8 метра.
Караваща е свързана с Адриатическо море чрез 3 канала с общ обем от 1915-1930 м³. Солеността на лагуната варира между 2 и 5,5 %.
Националният парк „Пиш Дивджакес“ предпазва уникалния хабитат на лагуната, който съдържа 228 вида птици и 5 % от световното население от Къдроглави пеликани. Площта на парка е 12,5 км².